# Wohn- und Wirtschaftsgebäude Ostende 4

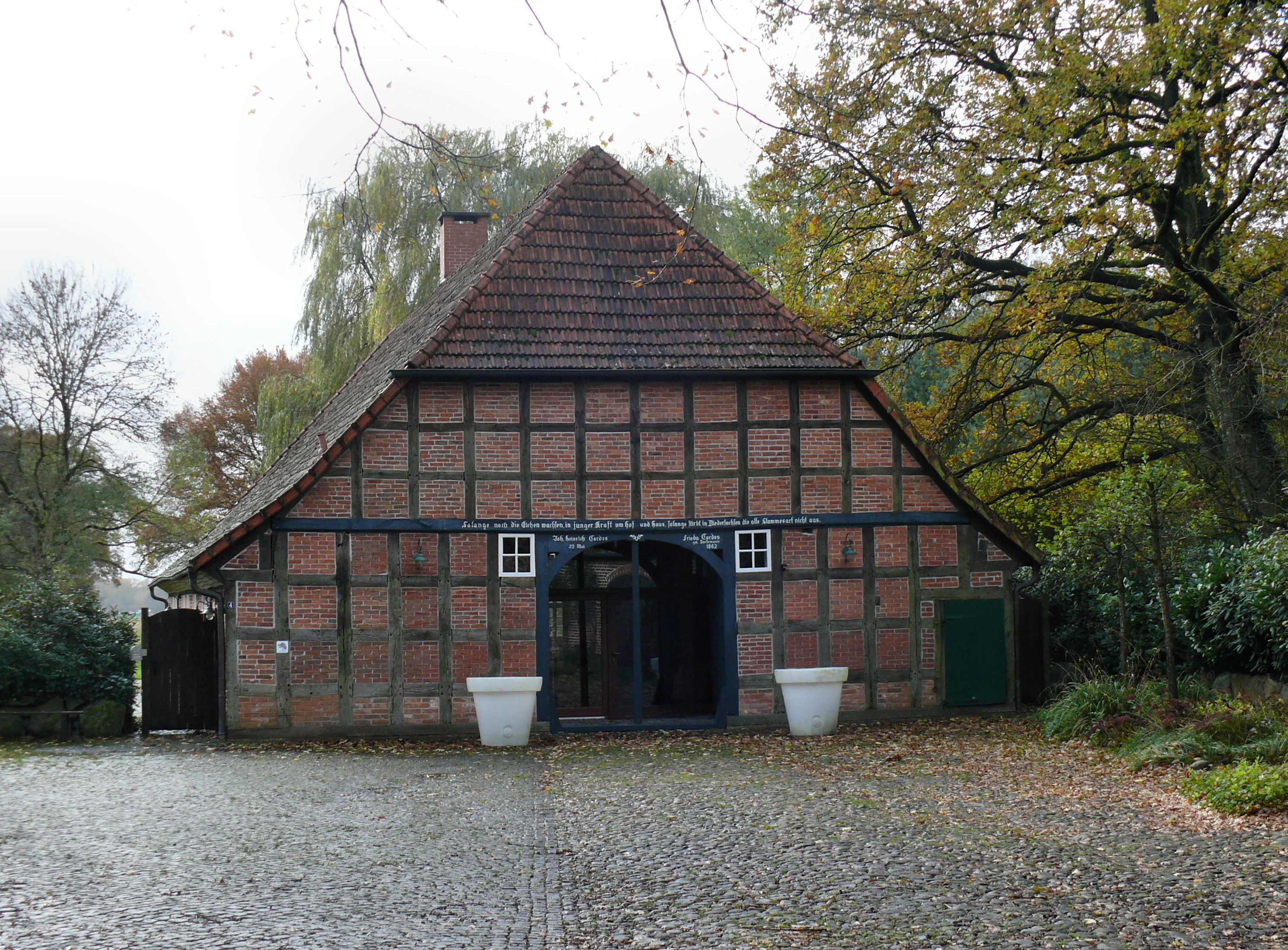
Nordgiebel (2023)

Das Wohn- und Wirtschaftsgebäude Ostende 4 in der niedersächsischen Gemeinde Brockel wurde in der zweiten Hälfte des 19. Jahrhunderts gebaut. Aktuell (2025) wird es zum Wohnen und gewerblich genutzt.
Das Gebäude steht unter Denkmalschutz (siehe auch Liste der Baudenkmale in Brockel).

## Geschichte und Beschreibung
Brockel gehört zur heutigen Samtgemeinde Bothel im Landkreis Rotenburg (Wümme).
Das eingeschossige giebelständige Gebäude als Zweiständer-Hallenhaus in Fachwerk mit Steinausfachungen, ziegelgedecktem Krüppelwalmdach und der später verglasten Grooten Door mit Korbbogen, wurde 1862 für Joh. Heinrich Cordes und Frieda Cordes (Inschrift) gebaut. Im Sockelbereich ist es verbohlt. Zur Straße hat es gleichmäßiges Gitterfachwerk. Das Innengerüst im Dielenbereich ist in Teilen erhalten, einschließlich der kleinteiligen Pflasterung.
Eine traufständige Scheune in Fachwerk am Weg steht nicht unter Denkmalschutz.
Das Landesdenkmalamt befand u. a.: „… ein regionstypisches Hallenhaus des 19. Jahrhunderts in Zweiständerkonstruktion ….“